# Михаил Берберов
Михаил Ангелов Берберов е български поет и преводач.

## Биография
Роден е на 26 февруари 1934 г. в Стара Загора. Завършва гимназия в родния си град и българска филология в Софийския държавен университет.
Работи две години в Машиностроителния завод в Шумен. След това се премества в София и е ангажиран като редактор в Радио София, в списание „Обзор“ и вестник „Народна култура“. Главен редактор на издателство „Български писател“.
Член е на Съюза на българските писатели и на БКП. Заслужил деятел на изкуството.
Подпомага творческото развитие на старозагорски поети.
Умира от масивен инсулт на 9 август 1989 г. в София.

## Творчество
Автор е най-вече на поезия – както за възрастни, така и за деца.
Първата публикация на Михаил Берберов е в съавторство с Рашко Стойков – статията „Наш учител“, посветена на Георги Кирков и завършваща със стихотворението „На старт“ (в-к „Литературен фронт“, бр. 33 от 14 август 1952). Подписани са и двамата автори, като е добавено: „Лит. колектив „Г. Бакалов“ – Ст. Загора“.
Дебютната му книга е стихосбирката „Внук на кавалджии“ (1958).
Превежда активно поезия от руски език, а от подстрочници, направени от други преводачи – от гръцки, турски, унгарски и полски език. Става известен с преводите си на Владимир Маяковски, както и на Никифорос Вретакос („Портокалите на Спарта“, 1974) и Одисеас Елитис („Ориентации“, 1980) – направени в съавторство с Марин Жечев. Сред авторите, стихотворения от които превежда, са Роберт Рождественски, Имре Такач, Габор Гараи, Назъм Хикмет (в съавторство с Хасан Карахюсеинов), Кадир Масъроглу, Метин Демирташ, Мария Кендру-Агатопулу и Анна Каменска (в съавторство със Светла Гюрова).
След смъртта му е публикуван представителен том с избрани негови стихове, съставен от съпругата му Антоанета Берберова и озаглавен „Избрах разпятието сам“ (2000).